# Sambach (Otterbach)
Sambach ist ein Ortsteil der Ortsgemeinde Otterbach im Landkreis Kaiserslautern in Rheinland-Pfalz. Bis 1969 war er eine selbständige Gemeinde.

## Lage
Sambach liegt im nordwestlichen Gemeindegebiet rund einen halben Kilometer entfernt von der Kerngemeinde am rechten Ufer der Lauter. Auf der anderen Seite des Flusses befindet sich die zum Kaiserslauterer Stadtteil Erfenbach gehörende Siedlung Stockborn. Durch das Sambacher Siedlungsgebiet fließt der Dutenbach, ein orografisch rechter Nebenfluss der Lauter. Einen Kilometer nordwestlich befindet sich die Ortsgemeinde Katzweiler.

## Geschichte
Das Kloster Otterberg war im Ort begütert, besaß seit 1215 das Patronat über die Pfarrkirche, die dem Kloster ab 1249 auch gehörte.
Von 1798 bis 1814, als die Pfalz Teil der Französischen Republik (bis 1804) und anschließend Teil des Napoleonischen Kaiserreichs war, war Sambach in den Kanton Otterberg eingegliedert. 1815 gehörte der Ort zunächst zu Österreich. Ein Jahr später wechselte er in das Königreich Bayern. Von 1818 bis 1862 gehörte er dem Landkommissariat Kaiserslautern an; aus diesem ging das Bezirksamt Kaiserslautern hervor. 1928 hatte Sambach 247 Einwohner, die in 38 Wohngebäuden lebten. Die Katholiken gehörten seinerzeit zur Pfarrei Otterbach, während die Protestanten zu derjenigen von Otterberg gehörten. Ab 1938 war der Ort Bestandteil des Landkreises Kaiserslautern. Nach dem Zweiten Weltkrieg wurde Sambach innerhalb der französischen Besatzungszone Teil des damals neu gebildeten Landes Rheinland-Pfalz. Im Zuge der ersten rheinland-pfälzischen Verwaltungsreform wurde der Ort am 7. Juni 1969 in die Nachbargemeinde Otterbach eingegliedert. Seither bildet Sambach dort einen Ortsbezirk.

## Politik
Sambach ist der einzige ausgewiesene Ortsbezirk der Gemeinde Otterbach. Er wird durch einen Ortsbeirat und einem Ortsvorsteher politisch vertreten.
Der Ortsbeirat besteht aus sieben Mitgliedern (ein weiterer Sitz blieb unbesetzt), die bei der Kommunalwahl am 9. Juni 2024 in einer personalisierten Verhältniswahl gewählt wurden, und dem ehrenamtlichen Ortsvorsteher als Vorsitzendem.
Die Sitzverteilung im Gemeinderat:
| Wahl | SPD           | CDU           | FWG *         | Gesamt  |
| ---- | ------------- | ------------- | ------------- | ------- |
| 2024 | 4             | 1             | 2             | 7 Sitze |
| 2019 | 6             | 2             | –             | 8 Sitze |
| 2014 | Mehrheitswahl | Mehrheitswahl | Mehrheitswahl | 8 Sitze |

Ernst-Walter Kirch wurde am 9. Juli 2024 Ortsvorsteher von Sambach. Bei der Direktwahl am 9. Juni 2024 war er als einziger Bewerber mit einem Stimmenanteil von 91,57 % für fünf Jahre gewählt worden.
Sein Vorgänger Holger Jung (SPD) war zuletzt 2019 in seinem Amt bestätigt worden und trat bei der Wahl 2024 nicht erneut als Ortsvorsteher an.

## Infrastruktur
Einziges Kulturdenkmal vor Ort ist ein Wohnhaus, das früher die örtliche Schule beherbergte und mittlerweile als Dorfgemeinschaftshaus fungiert. Mit dem SV Sambach 1961 e. V. existiert zudem ein Fußballverein.
Ein markantes Bauwerk war der südlich des Siedlungsgebiets gelegene, 1953 in Betrieb genommene Sender Sambach des AFN. Am 31. August 2014 wurde er abgeschaltet und am 5. August 2020 gesprengt.
Sambach gehört zum Gerichtsbezirk Kaiserslautern.

## Verkehr
Der Ort erhielt 1883 mit Eröffnung der Lautertalbahn Kaiserslautern–Lauterecken Anschluss an das Eisenbahnnetz. Der Haltepunkt Sambach diente ausschließlich dem Personenverkehr und war während der Zeit der Bayerischen Staatseisenbahnen entsprechend als Stationstyp 1 geführt. Er wurde bereits 1912 aufgegeben, schon zuvor war er zusammen mit dem Bahnhof Erbach an der Glantalbahn die unrentabelste Betriebsstelle im Netz der Pfalzbahn gewesen. Seit den 2000er Jahren gibt es in Sambach Bestrebungen, wieder einen Haltepunkt vor Ort einzurichten. Durch den Ort verläuft außerdem die Bundesstraße 270.